# مرغابی پشت‌سفید
مرغابی پشت‌سفید (نام علمی: Thalassornis leuconotus) نام یک پرنده آبزی از خانواده مرغابیان است.